# Пушица красивощетинковая
Пушица красивощетинковая (лат. Eriophorum callitrix) — вид травянистых растений рода Пушица (Eriophorum) семейства Осоковые (Cyperaceae).

## Ботаническое описание
Многолетнее травянистое растение. Корни мочковидные, стебли вместе с прикорневыми листьями скучены в плотную дерновинку, низкие (10—12 см высотой), прямые или несколько изогнутые, цилиндрические и гладкие, при основании одетые бурыми расколотыми листовыми влагалищами. Листья жестковатые, нижние стеблевые и прикорневые с узколинейной, вдоль сложенной, по краям слегка шероховатой пластинкой, на половину короче стебля, 5—7 см длиной и 0,7—1,3 мм шириной; верхний стеблевой лист с длинным (2—3 см) цельным, кверху расширенным, на верхушке черноватым и по краю плёнчатым влагалищем, пластинка его шиловидная, 3—12 мм длиной.
Колосок одиночный, шаровидный, около 2,5 см в поперечнике; прицветные чешуйки толстоватые, тёмно-серые, с такого же цвета краями; самая нижняя более крупная и широкая, яйцевидно-ланцетовидная, основанием охватывающая верхушку стебля; средние чешуйки ланцетовидные, острые, верхние — более мелкие и менее острые. Тычинки с короткими эллиптическими пыльниками, до 0,5 мм длиной и 0,25 мм шириной. Орешек обратнояйцевидно-клиновидный, черноватый, сжато-трёхгранный; околоцветные чешуйки втрое длиннее их — около 12 мм длиной.

## Распространение и экология
Сибирь, Дальний Восток России и Северная Америка. Растёт на торфяных болотах, в мохово-травянистой тундре.

## Синонимы
- Eriophorum callitrix var. moravium Raymond (1951)
- Eriophorum callitrix f. moravium (Raymond) B.Boivin (1967)
- Eriophorum callitrix var. pallidum Hultén (1968)